# Biskupice (Pobiedziska)
Biskupice ist ein Dorf der Gemeinde Pobiedziska im Powiat Poznański in der Woiwodschaft Großpolen im westlichen Zentral-Polen mit einem Schulzenamt. Der Ort befindet sich etwa 8 km westlich von Pobiedziska und 17 km nordöstlich der Landeshauptstadt Poznań an der Bahnstrecke Poznań–Toruń.

## Geschichte
Der Ort gehörte nach der Zweiten Teilung Polens 1793 zum Kreis Schroda und ab 4. Januar 1900 zum Kreis Posen-Ost. Er wurde 1906 von Geistlich Biskupice in Biskupitz umbenannt und hatte 1910 411 Einwohner.
Das Gemeindelexikon für das Königreich Preußen von 1905 gibt für Biskupice 35 bewohnte Häuser auf 583,2 ha Fläche an. Die 374 Bewohner, die sich aus 170 deutschsprechenden Protestanten, 204 polnischsprechenden Katholiken zusammensetzten, teilten sich auf 66 Haushalte auf. Die evangelische Gemeinde gehörte zum Kirchspiel Jerzykowo, die katholische zum Kirchspiel Usarzewo.
Der Ort wurde während der deutschen Besetzung im Zweiten Weltkrieg am 26. Oktober 1939 in Biskupitz, später in Konradsau und am 18. Mai 1943 in Kautzheim umbenannt.
In den Jahren 1975 bis 1998 gehörte der Ort zur Woiwodschaft Posen. Zum Schulzenamt gehören auch die Orte Promienko und Uzarzewo-Huby.